# Павлов Хутор
Павлов Хутор — село в Тульской области России.
В рамках административно-территориального устройства является центром Павло-Хуторского сельского округа Ефремовского района, в рамках организации местного самоуправления входит в муниципальное образование город Ефремов со статусом городского округа.

## География
Расположено в 22 км к северо-востоку от города Ефремов.

## Население
| 2002 | 2004 | 2010 |
| ---- | ---- | ---- |
| 421  | ↗459 | ↘405 |